# 迪特·科齐安
迪特·科齐安（Ditte Kotzian，1979年3月9日—），出生于东柏林，是一名德国跳水运动员，她在北京奥运会女子双人3米板的比赛中与海克·菲舍尔搭档夺得铜牌。

## 外部連結
- 2008年北京奥运会迪特·科齐安介绍